# Christian Labit
Christian Labit (Lézignan-Corbières, 11 febbraio 1971) è un ex rugbista a 15 e allenatore di rugby a 15 francese, già terza linea di Tolosa e Narbona, dal 2007 tecnico del Carcassonne in Pro D2.

## Biografia
Terza centro o flanker, Christian Labit iniziò la pratica rugbistica in giovane età nel Lézignam, compagine di rugby a 13 della sua città natale; a 18 anni iniziò la sua carriera nel rugby a 15 nel Narbona, nel quale si mise in evidenza per otto stagioni prima di trasferirsi al Tolosa, nel quale conseguì i suoi successi sportivi (due campionati nazionali e due europei), e si guadagnò la Nazionale.
Esordiente con la Francia maggiore nel 1999 nel Cinque Nazioni di quell'anno contro la Scozia, fu poi impiegato saltuariamente in vari tour (ma mai più nel Cinque/Sei Nazioni), fino alla convocazione alla Coppa del Mondo di rugby 2003 in Australia, nel corso della quale disputò 5 incontri, compresi la semifinale contro l'Inghilterra e la finale per il 3º posto, persa, contro la Nuova Zelanda.
Tornato al Narbona nel 2005 e nominato capitano della squadra, capitò in mezzo alla crisi tecnica più grave della storia centenaria del club: nella stagione 2006-07, con la squadra a rischio della sua prima retrocessione in seconda divisione, Labit ne criticò severamente la guida tecnica e per tale ragione fu licenziato dal presidente Gilbert Ysern il 14 febbraio 2007 insieme all'altro ex-internazionale Franck Tournaire.
La squadra, comunque, retrocesse a fine stagione.
Labit terminò quindi la stagione in Guinness Premiership nelle file del Northampton Saints, dopo di che si ritirò dall'attività agonistica per prendere in carico la gestione tecnica del Carcassonne, in Fédérale 2 (la quarta divisione nazionale); alla prima stagione con il club ottenne la promozione in Fédérale 1 e, nel 2010, vinse tale campionato guadagnandosi la promozione in Pro D2, la seconda serie nazionale francese, categoria che da allora occupa.

## Palmarès
- Campionati francesi: 2
Tolosa: 1998-99, 2000-01
- Coppe di Francia: 1
Tolosa: 1997-98
- Heineken Cup: 2
Tolosa: 2002-03, 2004-05